# Naif Al-Qadi
Naif Ali Al-Qadi (em árabe: نايف علي القاضي) (nascido no dia 3 de Abril de 1979) é um ex-futebolista da Arábia Saudita. 

## Carreira
Naif Ali Al-Qadi' fez parte do elenco da Seleção Saudita de Futebol da Copa do Mundo de 2006. 